# Kiefer Sutherland
Kiefer Sutherland (tên đầy đủ Kiefer William Frederick Dempsey George Rufus Sutherland) sinh ngày 21 tháng 12 năm 1966, là một diễn viên, đạo diễn người Canada từng đoạt giải Emmy và giải Quả Cầu Vàng, nổi tiếng qua vai diễn đặc vụ Jack Bauer trong loạt phim truyền hình 24 của hãng FOX. Anh là con trai của nam diễn viên gạo cội Donald Sutherland. Kiefer cũng là chủ một phòng thu băng đĩa và một nhãn hiệu thu âm, có tên Ironworks, và phát hành album phòng thu đầu tiên của mình, tựa đề: Down In A Hole, vào năm 2016.

## Tiểu sử
Sutherland sinh ra tại Paddington, London, Anh, là con trai của Donald Sutherland và Shirley Douglas, cả hai đều là những diễn viên người Canada thành công. Kiefer có tổ tiên từ phía cả hai gia đình là người Scotland và là cháu trai của chính trị gia người Canada Tommy Douglas.
Gia đình anh chuyển đến Los Angeles, California, nhưng không lâu sau đó, cha mẹ anh đã ly dị vào năm 1970. Vào năm 1975, Sutherland theo cha mình tới Toronto, Canada, nơi anh theo học tiểu học tại trường tiểu học Crescent Town, và trung học tại nhiều trường khác nhau gồm đại học St.Andrews, các trường trung học Martingrove, Harbord và Mavern. Trên chương trình talk show Jimmy Kimmel Live!, Kiefer nói rằng anh từng ở cùng phòng với Robert Downey Jr. (người sau này nổi danh nhờ vai diễn Người Sắt trong loạt phim về siêu anh hùng của Marvel) trong 3 năm khi lần đầu đến Hollywood để theo đuổi nghiệp diễn xuất.

## Sự nghiệp
Kiefer bắt đầu sự nghiệp diễn xuất vào năm 1983 bằng một vai phụ trong phim Max Dugan Returns. Đến năm 2010, anh đã xuất hiện trong hơn 70 phim. Trong đó đáng chú ý là: Stand By Me, The Lost Boys, Young Guns, Flatliners, A Few Good Men, The Three Musketeers, A Time To Kill, Dark City, Phone Booth, The Sentinel và Mirrors. Kiefer cũng thử sức trong vai trò đạo diễn trong 3 phim là Last Light, Truth For Consequences, N.M và Woman Wanted. Từ năm 2001, Sutherland gần như tập trung nhiều vào vai diễn Jack Bauer trong loạt phim truyền hình hành động 24. Anh đã thắng giải Emmy cho hạng mục "Diễn viên truyền hình xuất sắc nhất" vào năm 2006 cho vai Jack Bauer ở mùa thứ năm của loạt phim 24 giờ sau khi được đề cử 4 lần cũng tại hạng mục này từ năm 2002 đến năm 2005.
Năm 2005, Sutherland đã được đưa vào đại lộ danh vọng của Canada ở Toronto vì những đóng góp của anh cho nền công nghiệp điện ảnh. Anh cũng đứng trong Top 10 ngôi sao truyền hình có doanh thu cao nhất vào năm 2006 ở vị trí thứ 10.
Năm 2008, anh thủ vai chính trong bộ phim kinh dị có tên Mirrors của đạo diễn Alexandre Aja, người chuyên đạo diễn những bộ phim hành động, kinh dị như The Hills Have Eyes (2006) hay P2 (2007).
Năm 2009, Kiefer lồng tiếng cho bộ phim hoạt hình có tên Monsters Vs Aliens trong vai một tên đại tướng có tên Warren R. Monger, tái hợp với bạn diễn Reese Witherspoon sau 13 năm kể từ Freeway phát hành năm 1996.
Trong năm 2010, Sutherland không xuất hiện trên màn ảnh rộng. Anh chỉ góp giọng trong hai phim, một là trong vai trò người kể chuyện trong phim Twelve của đạo diễn Joel Schumacher. (Đây là lần thứ 5 Sutherland xuất hiện trong một tác phẩm của Schumacher, sau The Lost Boys (1987), Flatliners (1990), A Time To Kill (1996) và Phone Booth (2003)). Hai là trong vai một chú chó phản diện có tên Bosco trong bộ phim nói về loài chó có tên Marmaduke. Cũng trong năm này, Series phim truyền hình ăn khách 24 cũng chính thức khép lại, và một phiên bản điện ảnh đang được triển khai.
Năm 2011, Sutherland tham gia Melancholia, một bộ phim khoa học viễn tưởng của đạo diễn Lars Von Trier, với diễn viên chính Kirsten Dunst.
Năm 2012, Kiefer tham gia vào series phim truyền hình Touch, đánh dấu sự tái hợp giữa Sutherland với hãng FOX kể từ sau series ăn khách 24, series phim cũng có sự tham gia của một vài cái tên nổi tiếng khác như Danny Glover và Maria Bello. Ngoài ra, phiên bản điện ảnh của 24 cũng được dự kiến khởi quay trong năm này, nhưng nó đã bị trì hoãn ngay trước khi bấm máy do vấn đề ngân sách chưa được giải quyết cũng như thời gian eo hẹp của Sutherland khi anh bận tham gia những dự án phim khác.
The Reluctant Fundamentalist, dự án phim mới nhất mà Kiefer Sutherland tham gia, đã được trình chiếu tại các liên hoan phim quốc tế Toronto và Venice.

## Phong cách diễn xuất
Những năm 1980 và 1990, vào thời trai trẻ, Kiefer thường được giao những vai phản diện, những vai có tính cách ngạo mạn vì anh có một bề ngoài khá 'ác', đặc biệt là khuôn mặt. Có thể kể đến vô số vai phản diện của anh, như trong Stand By Me (1986) (phim mà anh tự nhận xét vai diễn của mình là "Một phiên bản giận dữ của James Dean"), The Lost Boys (1987), Eye For An Eye (1996). Thậm chí, giọng nói đặc sệt của Sutherland cũng phảng phất cho tính cách của một nhân vật phản diện, như trong Phone Booth (2002), đạo diễn bởi Joel Schumacher, giọng nói của Sutherland được lồng trong xuyên suốt độ dài phim, cho dù đó là dạng phim có người đóng (Live-action Film), trong phim, Sutherland chỉ xuất hiện vào khúc cuối, để cho người xem thấy được diện mạo thật của nhân vật. Thỉnh thoảng, để làm cho mình trông 'hướng thiện' hơn, anh thường gắn một chiếc ria dưới mũi, và việc đó dường như cũng làm anh trông có vẻ 'hài hước' hơn, như trong Renegades (1989), Article 99 (1992) và The Cowboy Way (1994). Về sau, khi đã tới tuổi trung niên, Kiefer thường đóng những vai điềm đạm, bớt tính gai góc hơn, thường là vai thứ, bên cạnh những vai chính trong phim, như trong Dark City (1998) hay The Reluctant Fundamentalist (2013).

## Lượm lặt
Mặc dù đã đóng chung với cha mình là Donald Sutherland trong 2 phim Max Dugan Returns (1983) và A Time To Kill (1996), cả hai cha con đều không có cảnh nào đóng chung cùng nhau. Nhưng đến năm 2014, cả hai sẽ cùng xuất hiện và thủ vai chính trong Forsaken.
Kiefer là bạn thân của nam diễn viên Lou Diamond Phillips, cả hai đều xuất hiện trong 2 phần của loạt phim Young Guns cũng như cùng nhau thủ vai chính trong phim Renegades (1989). Năm 1994, Kiefer đồng ý tham gia phim Teresa's Tattoo với tư cách khách mời khi người bạn Lou Diamond Phillips đóng vai chính trong phim này. Cả hai cũng cùng nhau góp mặt trong 1 bộ phim khác là Picking Up The Pieces (2000). Năm 2001, Lou Diamond Phillips xuất hiện 1 tập trong season đầu tiên của loạt phim 24, tái hợp với Kiefer.

## Danh Sách Phim Điện ảnh
| Năm  | Phim                                    | Vai diễn                        | Chú thích |
| ---- | --------------------------------------- | ------------------------------- | --- |
| 1983 | Max Dugan Returns                       | Bill                            | Vai diễn đầu tiên, xuất hiện bên cạnh cha mình, Donald Sutherland                                                        |
| 1984 | The Bay Boy                             | Donald Campbell                 | Đề cử - Giải Genie Awards cho nam diễn viên chính xuất sắc nhất của Hiệp hội điện ảnh Canada                             |
| 1986 | Stand By Me                             | John "Ace" Merrill              | |
| 1986 | At Close Range                          | Tim                             | Vai nhỏ, đóng vai một trong những người bạn của Sean Penn                                                                |
| 1987 | The Lost Boys                           | David                           | |
| 1987 | The Killing Time                        | The Stranger                    | |
| 1987 | Promised Land                           | Danny                           | Đóng chung với Meg Ryan, điều hành sản xuất bởi Robert Redford                                                           |
| 1987 | Crazy Moon                              | Brooks                          | |
| 1988 | Bright Lights, Big City                 | Tad Allagash                    | Diễn xuất bên cạnh Michael J. Fox                                                                                        |
| 1988 | Young Guns                              | Josiah Gordon 'Doc' Scurlock    | |
| 1988 | 1969                                    | Scott Deny                      | Bên cạnh Robert Downey Jr. và Winona Ryder                                                                               |
| 1989 | Renegades                               | Buster McHenry                  | |
| 1990 | Young Guns II                           | Josiah Gordon 'Doc' Scurlock    | |
| 1990 | Flatliners                              | Nelson                          | Bên cạnh Julia Roberts và Kevin Bacon                                                                                    |
| 1990 | Chicago Joe And The Showgirl            | Karl Hulten                     | |
| 1990 | Flashback                               | John Buckner                    | |
| 1990 | The Nutcracker Prince                   | The Nutcracker Prince           | Phim hoạt hình, lồng tiếng                                                                                               |
| 1992 | Article 99                              | Dr. Peter Morgan                | |
| 1992 | Twin Peaks: Fire Walk With Me           | Agent Sam Stanley               | |
| 1992 | A Few Good Men                          | Lt. Jonathan James Kendrick     | Đóng chung với Tom Cruise, Jack Nicholson và Demi Moore Đề cử - Giải Oscar cho phim xuất sắc nhất                        |
| 1993 | The Three Musketeers                    | Athos                           | |
| 1993 | The Vanishing                           | Jeff Harriman                   | |
| 1994 | Teresa's Tattoo                         | Road Block Officer              | Uncredited |
| 1994 | The Cowboy Way                          | Sonny Gilstrap                  | Diễn xuất bên cạnh Woody Harrelson                                                                                       |
| 1994 | Felidae                                 | Bluebeard                       | Phiên bản tiếng Anh, dựa trên phim của Đức nhưng không được phát hành                                                    |
| 1996 | Eye For An Eye                          | Robert Doob                     | |
| 1996 | Freeway                                 | Bob Wolverton                   | Bên cạnh Reese Witherspoon                                                                                               |
| 1996 | A Time To Kill                          | Freddie Lee Cobb                | Lần thứ hai xuất hiện bên cạnh cha mình, Donald Sutherland Đề cử - Giải MTV Movie Awards cho vai phản diện xuất sắc nhất |
| 1997 | The Last Days Of Frankie The Fly        | Joey                            | |
| 1997 | Truth or Consequences, N.M.             | Curtis Freley                   | Cũng là đạo diễn phim |
| 1998 | Dark City                               | Dr. Daniel Poe Schreber         | |
| 1998 | A Soldier's Sweetheart                  | Rat Kiley                       | |
| 1998 | Break Up                                | John Box                        | |
| 1998 | Ground Control                          | Jack Harris                     | |
| 1999 | After Alice                             | Detective Michael "Mick" Hayden | |
| 2000 | Beat                                    | William S. Burroughs            | |
| 2000 | Woman Wanted                            | Wendell Goddard                 | Cũng là đạo diễn phim |
| 2000 | Picking Up The Pieces                   | Bobo                            | Diễn xuất bên cạnh Woody Allen và Sharon Stone                                                                           |
| 2000 | The Right Temptation                    | Michael Farrow Smith            | |
| 2001 | Cowboy Up                               | Hank Braxton                    | |
| 2001 | To End All Wars                         | Lt. Jim Reardon                 | |
| 2002 | Dead Heat                               | Pally                           | |
| 2002 | Desert Saints                           | Arthur Banks                    | |
| 2002 | Behind The Red Door                     | Ray                             | |
| 2003 | Phone Booth                             | The Caller                      | Đề cử - Giải MTV Movie Awards cho vai phản diện xuất sắc nhất                                                            |
| 2003 | The Land Before Time X                  | Bron                            | Lồng tiếng |
| 2003 | Paradise Found                          | Paul Gauguin                    | |
| 2004 | Taking Lives                            | Christopher Hart                | Bên cạnh Angelina Jolie                                                                                                  |
| 2004 | Jiminy Glick In Lalawood                | Himself                         | |
| 2005 | River Queen                             | Doyle                           | |
| 2006 | The Sentinel                            | David Breckinridge              | Bên cạnh Michael Douglas                                                                                                 |
| 2006 | The Wild                                | Samson The Lion                 | Lồng tiếng |
| 2008 | Dragonlance: Dragons Of Autumn Twilight | Raistlin Majere                 | |
| 2008 | Mirrors                                 | Ben Carson                      | |
| 2009 | Monsters Vs. Aliens                     | General W.R. Monger             | Phim hoạt hình, lồng tiếng                                                                                               |
| 2010 | Twelve                                  | Narrator                        | |
| 2010 | Marmaduke                               | Bosco                           | Lồng tiếng |
| 2011 | Melancholia                             | John                            | |
| 2013 | The Reluctant Fundamentalist            | Jim Cross                       | |
| 2014 | Pompeii                                 | Corvus                          | |

## Phim truyền hình
| Năm       | Phim                       | Vai diễn                  | Chú thích |
| --------- | -------------------------- | ------------------------- | --- |
| 1985      | Amazing Stories            | Static                    | Series, xuất hiện trong tập "The Mission", đạo diễn bởi Steven Spielberg, đóng chung bên cạnh Kevin Costner                                                  |
| 1986      | Brotherhood Of Justice     | Victor                    | Đóng chung với Keanu Reeves |
| 1986      | Trapped In Silence         | Kevin Richter             | |
| 1993      | Last Light                 | Denver Bayliss            | Nỗ lực đạo diễn đầu tiên |
| 1995      | Fallen Angels              | Matt Cordell              | Series, xuất hiện ở mùa thứ 2, tập "Love And Blood" |
| 2008      | 24: Redemption             | Jack Bauer                | Phát hành trong khoảng giữa mùa thứ 6 và mùa thứ 7 của loạt phim 24                                                                                          |
| 2001-2010 | 24                         | Jack Bauer                | Series, 8 mùa, 192 tập Giải Quả cầu vàng cho nam diễn viên kịch truyền hình xuất sắc nhất (2002) Giải Emmy cho nam diễn viên chính kịch xuất sắc nhất (2006) |
| 2011      | The Confession             | The Confessor             | |
| 2012      | Touch                      | Martin Bohm               | Đề cử - Giải Sự lựa chọn của Giới trẻ dành cho nam diễn viên thuộc thể loại chính kịch                                                                       |
| 2014      | 24: Live Another Day       | Jack Bauer                | Miniseries, mùa thứ 9, 12 tập |
| 2014      | Playhouse Presents: Marked | James Dempsey             | Phim |
| 2015      | Top Gear                   | Chính mình                | S22E02 "Star in a Reasonably Priced Car" |
| 2015      | Rammstein in Amerika       | Chính mình                | |
| 2015      | Keeping Canada Alive       | Narrator                  | Six-episode documentary series |
| 2016–nay  | Designated Survivor        | Tổng thống Thomas Kirkman | Cũng là nhà sản xuất |

## Video Games
| Năm  | Tên Games                            | Nhân vật     | Chú thích                        |
| ---- | ------------------------------------ | ------------ | -------------------------------- |
| 2006 | 24: The Game                         | Jack Bauer   | Lồng tiếng                       |
| 2008 | Call Of Duty: World At War           | Sgt. Roebuck | Lồng tiếng, cùng với Gary Oldman |
| 2015 | Metal Gear Solid V: The Phantom Pain | Big Boss     | Lồng tiếng                       |